# 浅原健三

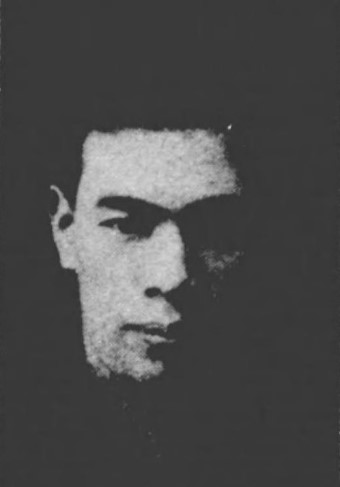
浅原健三

浅原 健三（あさはら けんぞう、1897年〈明治30年〉2月28日 - 1967年〈昭和42年〉7月19日）は、大正・昭和時代の日本の労働運動家、政治家。

## 生涯

### 社会主義運動家として
福岡県嘉穂郡穂波村（穂波町を経て現飯塚市）の小さな炭鉱主の家に生まれる。父の経営失敗により、炭鉱倒産後は渡り鉱夫となりクズ石炭・クズ鉄拾いなどをして生活を送った。
1919年、川瀬徳太郎らと日本労友会を設立し、翌1920年、八幡製鉄所の大労働争議を指導。争議自体は成功に終わったが、浅原自身は治安警察法違反で逮捕された。出獄後上京し、新聞の印刷工をしながら日本大学専門部法科の夜学に通い学んだ。無政府主義者の大杉栄としばしば会ってその弟子和田久太郎の影響も受けた。このころ、以後、満州問題でも長い付き合いとなり浅原の「知恵袋」とも呼ばれる古市春彦を自宅に住まわせている。また、堺利彦や加藤勘十とも交流があった。
1925年には九州民憲党を結成し、1928年には第16回衆議院議員総選挙に出馬し当選。1929年3月18日、第56回帝国議会衆議院で警察権行使に関する緊急質問を内閣に行った。壇上で3月5日に刺殺された山本宣治の葬儀が踏み躙られた様子を語り「山本宣治の屍に、死んだ山本宣治に何の罪がある」とした。名演説家と謳われた浅原の山宣追悼演説は後々の語り草となっている。1930年の第17回衆議院議員総選挙には日本大衆党から当選。

### 石原莞爾の側近に
1932年の第18回衆議院議員総選挙に全国労農大衆党から出馬して満州事変の問題では「満州からの即時撤兵」を選挙で叫び、かねてから浅原の政敵で出兵に賛成する社会民衆党の亀井貫一郎に敗れて落選する。政友会幹事長の森恪から、「日中問題を解決するには軍に近づく必要がある」と説かれ、軍人との人脈作りにはげむ。陸軍大臣だった林銑十郎の使者として、当時仙台で連隊長の任に会った石原莞爾と出会うと、石原と共鳴し、付き合いを深めている。以後浅原は石原の政務秘書の様な役を演じ、宇垣内閣の阻止、林内閣の成立などの際、裏で動いていくことになる。
石原が失脚して舞鶴要塞の司令官に追いやられると、日系官吏の「内面指導」に支配された満州国協和会を改革する協和会東京事務所嘱託だった浅原は加藤泊治郎東京憲兵隊長の下において治安維持法容疑で逮捕される（世にいう浅原事件）。これは、石原一派の粛清を目指す東條英機派の意思によるものといわれている。浅原を「アカ」とみなしていた東條が、軍に潜入して軍を赤化させる恐れがあると断じたのである。しかし、浅原を起訴することは石原を疑うことになり、石原を疑うことは当時陸軍大臣であった板垣征四郎の顔に泥を塗る行為でもあった。そこで陸軍省の岩畔豪雄の提案で全員釈放して浅原のみ国外追放することになった。
その後、上海に居を構え、そこで巨万の富を成す。1944年には東條英機暗殺未遂事件への関与が疑われ、憲兵隊に逮捕される。しかし、またも釈放され、今度は那須の山奥で蟄居させられる。

### 戦後
戦争が終わると、実家に戻り、浅原を訪問した石原と一度だけ会っている。その後は世に出ることを極度に嫌ったが、社会党の左右両派への説得で鳩山内閣の成立に一役買い、協和会会員で浅原事件で連座した産業経済新聞社の水野成夫に十河信二（日本国有鉄道総裁）が国鉄スワローズを売却するように取り計らうなどその人脈から政財界の陰の実力者と噂された。
1967年、70歳で没した。

## 著作
- 『鎔鋼炉の火は消えたり 闘争三十三年の記』新建社、1930年2月。 NCID BN10735847。全国書誌番号:47029036。
- 『浅原健三氏無産運動訣別感想文「無産運動ヲ去ルノ日」』工親会事務所、1936年3月。全国書誌番号:44035737。

## 参照
1. ↑  『総選挙衆議院議員略歴 第1回乃至第20回』15頁。
2. ↑  上田正昭、津田秀夫、永原慶二、藤井松一、藤原彰、『コンサイス日本人名辞典 第5版』、株式会社三省堂、2009年　27頁。
3. ↑  正式に発足したのは、大正9年（1920年）2月。
4. ↑  山桂一著『反逆の獅子』50頁
5. ↑  浅原健三『堺先生の思い出』農民労働学校第3期1932.10.18～19行橋町新地公会堂
6. ↑  桐山桂一著『反逆の獅子』83頁
7. ↑  桐山桂一著『反逆の獅子』69頁, 99頁
8. ↑  大谷敬二郎『憲兵―元・東部憲兵隊司令官の自伝的回想』179頁
9. ↑  境政朗『水野成夫の時代-社会運動の闘士がフジサンケイグループを創るまで』日本工業新聞社